# Guy Grosso
Guy Grosso, född Guy Marcel Sarrazin 19 augusti 1933 i Beauvais, Hauts-de-France, död 14 februari 2001 i Saint-Germain-en-Laye, Île-de-France, var en fransk komiker och skådespelare.

## Roller i urval
- 1961 – Den vackra amerikanskan
- 1962 – Processen
- 1964 – De' defekta brottet
- 1964 – Moralens väktare i S:t Tropez
- 1965 – Les bons vivants
- 1966 – Den stora kalabaliken
- 1966 – Den stora restauranten
- 1967 – Den stora semestern
- 1970 – Kalabalik på Rivieran
- 1972 – Berusad av stålar
- 1979 – Supergendarmen
- 1980 – Den girige
- 1982 – Never Play Clever Again